# Anton Kuhelj
Anton Kuhelj, slovenski inženir, strokovnjak za mehaniko in strojništvo, * 11. november 1902, Opčine, † 31. julij 1980, Ljubljana.
Kuhelj je pred 2. svetovno vojno izdelal več uspešnih letal Inka, nato pa še modele KS-1, KS-2 (Kuhelj Sportni; tudi Janez), ki so jih v strokovni javnosti zelo hvalili.
Po vojni je bil dekan Tehniške fakultete (1947/48), rektor Tehniške visoke šole (1952–54) in Univerze v Ljubljani (1954–56). Od 1949 je bil redni član SAZU in njen podpredsednik od 1961 do smrti 1980 (obenem je 1964-78 kot v. d. vodil tudi njen razred za matematične, fizikalne in tehnične vede). V letih od 1961 do 1963 je bil direktor Inštituta za matematiko, fiziko in mehaniko (IMFM) na ljubljanski univerzi in od leta 1947 uradni tehnični sodelavec letalske tovarne LETOV. Bil je častni član več jugoslovanskih strokovnih društev.
Leta 1973 je dobil Kidričevo nagrado za življenjsko delo. Univerza mu je po upokojitvi podelila naslova zaslužnega profesorja (FNT/FMF, 1976) in ob svoji 60-letnici tudi častnega doktorja (1979).